# Constitución del Estado Barinas
Constitución del Estado Barinas
es la ley fundamental del Estado occidental venezolano de Barinas. Fue aprobada en la ciudad de Barinas  por el Parlamento regional de esa Entidad Federal conocido como Consejo Legislativo del Estado Barinas en 2004 de acuerdo a lo establecido en la Constitución Nacional de Venezuela de 1999. Fue promulgada por el gobernador del Estado ese mismo año (2004).

## Historia
La última constitución del estado bajo la Carta Magna Nacional de 1961 fue aprobada por la desaparecida Asamblea Legislativa del Estado Barinas en diciembre de 1990,
La Constitución Nacional de 1999 establece la obligación y el derecho de cada uno de los Estados de Venezuela a organizar sus propias instituciones, gobierno, leyes, y Constitución estadal.
El 23 de diciembre de 2004 el Consejo Legislativo del Estado Barinas finalmente aprobó por mayoría de sus integrantes el nuevo texto legal.
Fue publicada en la Gaceta Oficial del Estado Barinas ese mismo año.-

## Composición
Esta posee 92 artículos, 1 preámbulo, 11 títulos con sus respectivos capítulos 1 disposición final, 1 disposición derogatoria y 2 disposiciones transitorias.

## Características
- Establece que el estado Barinas es una entidad autónoma.
- El artículo 4 declara como oficial el Himno que empieza con la frase “Alto Timbre de Honor ostentamos...”[1] y a la canción "Linda Barinas" como segundo himno oficial.[1]
- Declara a la ciudad de Barinas como el asiento de los Poderes públicos estadales. (artículo 6)
- Posee un capítulo para la protección de la diversidad biológica del Estado.[1]
- Según el artículo 16 los poderes públicos del estado son 2: Legislativo y Ejecutivo.[1]
- El estado tiene como competencias todas aquellas asignadas por la Constitución Nacional, aquellas que se le transfieran y todas aquellas no asignadas expresamente al Gobierno Nacional y los Municipios.
- El estado posee su propio gobernador y parlamento conocido como Consejo Legislativo, este puede aprobar sus propias leyes.
- Todos los ciudadanos del Estado quedan obligados a respetar las leyes nacionales y estadales.
- Según el artículo 46 el estado puede constituir sus propias empresas fundaciones, institutos autónomos y corporaciones.[1]
- Según el artículo 71 los municipios del Estado poseen autonomía política, normativa, tributaria y administrativa.[1]

## Modificaciones
Según el Título XI de la Constitucíón estadal, las enmiendas o reformas pueden ser solicitadas por el 10% de los electores inscritos, 2/3 partes de los integrantes del parlamento o el gobernador del estado Barinas. se someterán a 2 discusiones y serán aprobadas con el voto de las 2/3 partes del Consejo Legislativo.